# Ассемани, Стефан Эводий
Стефан Эводий Ассемани (араб. اصطفان عواد السمعاني‎ — Истыфан Аввад ас-Симъани, лат. Stephanus Evodius Assemani, итал. Stefano Evodio Assemani; 15 апреля 1707, Триполи, Ливан — 24 ноября 1782, Рим) — итальянский востоковед арабского происхождения, хранитель и префект восточных рукописей Ватиканской библиотеки (1768—1782 годы), титулярный епископ Апамеи Сирийской. Племянник Иосифа Симона Ассемани.
Обучался в маронитской коллегии Папского Григорианского университета в Риме. Совершил миссионерские поездки по Востоку. После возвращения Стефана в Рим его посвятили в сан титулярного епископа Апамеи. В 1768 году, после смерти своего дяди, стал хранителем и префектом Ватиканской библиотеки.

## Научные труды
- «Каталог восточных рукописей Лавренцианской библиотеки Медичи и Палатинской библиотеки» (2 т., Флоренция, 1742);
- «Деяния восточных и западных святых мучеников» (2 т., Рим, 1748).

Стефан Ассемани планировал издать полный каталог рукописей Ватиканской библиотеки. В 1756 году в Риме была издана первая часть каталога. По причине того, что бумаги Стефана сгорели, работа не была завершена.